# Лопян
Лопян е село в Западна България. То се намира в Община Етрополе, Софийска област.

## География
Село Лопян е разположено в планински район. Намира се на 24° 4' 60E и 42° 52' 0N. Селото е свързано с шосейна мрежа с околните селища: Етрополе, Малки Искър, Ямна.
През 1964 г. Ямна е отделена като самостоятелно селище. Землището на Лопян и Ямна имат следните граници: на юг – вододелното било на Стара планина, землищата на с. Челопеч, източно от Кашана – градовете Златица и Пирдоп. На изток от землището на с. Черни Вит, с. Брусен започва източно от местността Разбой напоя, минава през през Червено присое, през Гарванова поляна, Солния рът и слиза в поречието на р. Свинска в местността Лъките, оттам през местността Габрака по посока на крепостта Чертиград, по билото и пътеката през мест. Тръсището, Лескова вода, по вододелната линия над Искрата, мест. Могилата, Доновото, през Райнов гроб, над мест. Гугли дол през Барата към горния край на Безняк и през мест. Мишек влиза в долината на Стара река над махалата Ханове, след което по течението на реката до вливането и в р. Малки Искър, пресича р. Малки Искър, стига до Конска могила и оттам по вододела Робовица – землищата на селата Джурово и Осиковица в западна посока, стига върха срещу долния край на с. Лъга, спуска се в южна посока и стига р. Малки Искър на мястото, където се влива Осеновишки дол, след което върви по долното течение на Осеновишки дол и там където започва да се възвишава Радков път, по водораздела над мест. Осеновица. Все по водораздела до Аговата круша над Лесковица до седлото на Ралюва могила, след което я заобикаля западно по пътеката до Пряслопа над Татарницата – Блатарското, и пак по вододела на мест. Татарницата през Падешкия връх, спуска се в южна посока до Пряслопа, където минава шосето Ямна – Етрополе, минава през Чукаря, през Суха раан в посока към Балкана през Горната просяка, Гроба и излиза на Солищата, оттам по посока Козето торище, Напоя източно от Кашана, където излиза на билото на Стара планина.
Обща площ на двете села – 86 km2, средна надм. височина – 500 m на селото и 100 на землището.

## История
Съществува още от времето на траките. От това време са останките от тракийската крепост „Чертиград“. Името на селото най-вероятно идва от името на племето, което е населявало тези места. Племето е било тракийско и се е наричало лупоси.[източник? (Поискан днес)]
Изображението вдясно представлява документ от 1645 година, който описва спорните мери между селата Лопян и Брусен. Оригиналът е от кожа, ръкопис, на османотурски език, съхраняван в Държавен архив – София. През периода на османското владичество селото е било разположено на същото място, където продължава да съществува и днес.

## Галерия
- Пролет в Лопян
- Кметството
- Църквата „Св. Петър и Павел“
- Училището „Христо Ботев“
- Читалището „Възраждане“
- Военен паметник